# Бардаков Павло Олексійович

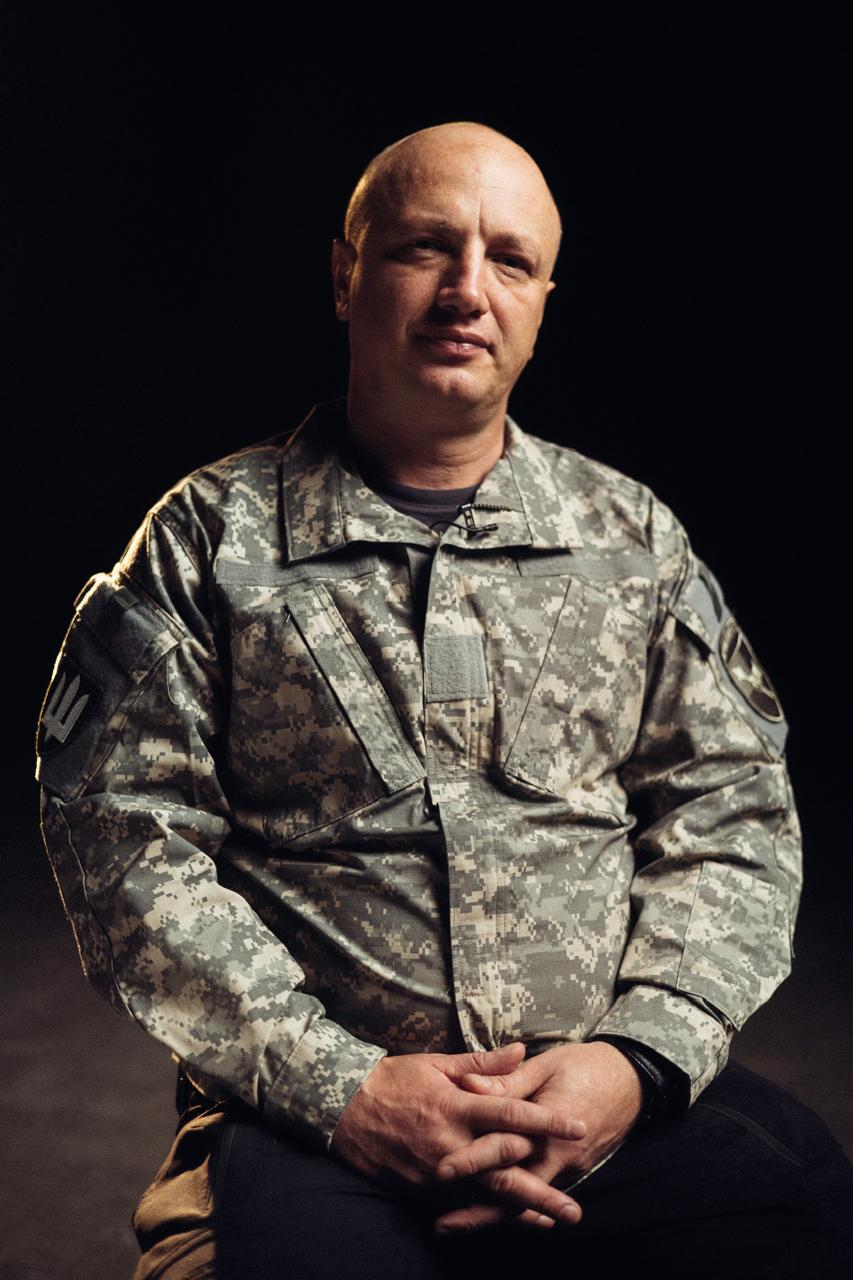
полковник Павло Бардаков

Павло́ Олексі́йович Бардако́в — полковник Збройних сил України.
Станом на жовтень 2016-го — у складі 18-го окремого вертолітного загону, миротворча місія ООН в ДР Конго.

## Нагороди
- Орден Богдана Хмельницького III ступеня (2.12.2016).[2]
- Орден «За мужність» III ступеня (2022) — за особисту мужність і самовіддані дії, виявлені у захисті державного суверенітету та територіальної цілісності України, вірність військовій присязі[3].